# Velhagen & Klasings Volksbücher
Velhagen & Klasings Volksbücher, tysk populärvetenskaplig lågprisbokserie utgiven av Velhagen & Klasing. I serien ingick ämnen som konst, geografi, litteratur, musik med mera.
| Volym | Titel                                                          | Författare          | Utgivningsår |
| ----- | -------------------------------------------------------------- | ------------------- | ------------ |
| 4     | Gebhard Leberecht von Blücher                                  | Karl Berger         | 1910         |
| 6     | Theodor Körner                                                 | Ernst Kammerhoff    | 1910         |
| 7     | Ludwig van Beethoven                                           | Gustav Thormälius   | 1910         |
| 25    | Anselm Feuerbach                                               | ?                   | ?            |
| 30    | Der Südpol                                                     | Karl Kollbach       | 1911         |
| 31    | Moderne Bühnenkunst                                            | Eugen Zabel         | 1911         |
| 34    | Didens                                                         | A. Rutari           | 1911         |
| 36    | Friedrich der Grosse                                           | Walter von Bremen   | 1912         |
| 41    | Friedrich Ludwig Jahn                                          | Karl Brunner        | 1912         |
| 43    | Königin Luise                                                  | Adelheid Weber      | 1912         |
| 45    | Die Vogesen                                                    | Fritz Groeber       | 1912         |
| 53    | Ernst Moritz Arndt                                             | Robert Geerds       | 1912         |
| 56    | Südtirol                                                       | Albert von Trentini | 1912         |
| 59    | Der Nordpol                                                    | Gustav Uhl          | 1912         |
| 63    | Flugzeuge                                                      | Paul Neumann        | 1912         |
| 64    | Neue deutsche Lyrik                                            | Frida Schanz        | 1912         |
| 65    | Gerhart Hauptmann                                              | Heinrich Spiero     | 1912         |
| 66    | Yorck von Wartenburg                                           | Walter von Bremen   | 1912         |
| 75    | Der junge Goethe                                               | Johannes Höffner    | ?            |
| 76    | Leonardo da Vinci                                              | Adolf Rosenberg     | ?            |
| 78    | Die Riviera                                                    | Victor Ottmann      | ?            |
| 81    | Gottfried Keller                                               | Carl Busse          | ?            |
| 82    | Das bayerische Hochland                                        | Maximilian Krauß    | ?            |
| 85    | Der Hausgarten                                                 | A. Janson           | ?            |
| 87    | Der deutsche Wald                                              | Walther Schoenichen | 1913         |
| 89    | Die Mosel                                                      | August Trinius      | ?            |
| 92    | Das Riesengebirge                                              | Walther Dreßler     | ?            |
| 96    | München                                                        | Maximilian Krauß    | ?            |
| 99    | Fritz Reuter                                                   | Walther Nohl        | ?            |
| 103   | Guido Reni                                                     | Georg Sobotka       | ?            |
| 106   | Henrik Ibsen                                                   | Alfred Wien         | ?            |
| 107   | Altchristliche Kunst                                           | Hans Jantzen        | ?            |
| 113   | Salzkammergut                                                  | Franz Brosch        | ?            |
| 114   | Der Vierwaldstätter See                                        | Ernst Zahn          | ?            |
| 115   | Hans Sachs                                                     | Robert Koenig       | ?            |
| 118   | Die Sächsische Schweiz                                         | Bruno Schlegel      | ?            |
| 133   | Die deutschen Ostseeprovinzen Rußlands                         | Alfred Geiser       | ?            |
| 147   | Verlorenes Land, deutsches Land                                | P. Ruperti          | 1921         |
| 148   | Die künstlerische Photographie                                 | Matthies-Masuren    | 1922         |
| 156   | Max Reger                                                      | Hermann Unger       | 1924         |
| 164   | Görres. Ein Weckruf zu seinem 150. Geburtstag am 25. Jan. 1926 | Robert Stein        | 1926         |
| 166   | Goethe und Rom                                                 | ?                   | 1926         |
| 167   | Carl Maria von Weber                                           | W. Kleefeld         | 1926         |